# Thomas Rytter
Thomas Rytter est un footballeur danois né le 6 janvier 1974 à Copenhague.

## Biographie

### En sélection
- 4 sélections et 0 but avec le  Danemark.

## Carrière
- 1992-1996 : Lyngby BK  Danemark
- 1996-1997 : FC Séville  Espagne
- 1997-2001 : FC Copenhague  Danemark
- 2001-2005 : VfL Wolfsburg  Allemagne
- 2005-2008 : Brøndby IF  Danemark